# Bonda (rybník)
Bonda je rybník nacházející se v obci Radim, konkrétně mezi Radimí a Podhájím. Leží na potoce Trnávka, který pramení asi 600 m severovýchodně v lese. Rybník Bonda je podélný o délce asi 230 m a šířce 80 m. Po zpevněné hrázi vede asfaltová silnice.